# 118.ª Brigada Mixta (Ejército Popular de la República)
La 118.ª Brigada Mixta fue una unidad del Ejército Popular de la República creada durante la Guerra Civil Española.

## Historial
La brigada fue creada el 28 de abril de 1937 a partir de la antigua Columna «Carod-Ferrer», formada por milicianos anarquistas, y quedó integrada en la 25.ª División. El primer jefe de la unidad fue el mayor de milicias Victoriano Castán Guillén, mientras que para comisario político fue nombrado Saturnino Carod Lerín, de la CNT.
En junio tomó parte en la ofensiva de Huesca, que terminaría fracasando. Unos meses después intervino en la batalla de Belchite, participando en el asalto y la conquista de la población. El 6 de octubre se retiró de Belchite hacia la retaguardia, estableciéndose en Caspe. En este periodo se procedió a reorganizar la unidad.
En diciembre de 1937 la 118.ª BM fue enviada al Frente de Teruel, tomando parte en la conquista de la ciudad; combatió en el Cementerio viejo y en la Ermita de Santa Bárbara, alcanzando las inmediaciones del casco urbano. El cementerio viejo fue ocupado por la brigada el 21 de diciembre, y dos días después tomaría la Ermita de Santa Bárbara y la posición de «El Mansueto». El 1 de enero logró detener una contraofensiva enemiga que amenazaba con romper el cerco republicano sobre Teruel, aunque sufrió un alto número de bajas.  Aún tuvo fuerzas para acudir a restablecer el frente amenazado por las tropas nacionales que intentaban levantar el cerco, el 1 de enero de 1938, aunque la brigada salió de la lucha muy quebrantada. En febrero acudió al frente del Alfambra como reserva de la 217.ª Brigada Mixta, aunque ambas unidades se retirarían.
El 3 de marzo de 1938 pasó a formar parte de la reserva del Ejército de Levante. Tras el comienzo de la ofensiva franquista en Aragón fue enviada al sector Alcañiz, aunque se retiró frente a la superioridad enemiga. En torno al 17 de marzo se encontraba en Alcorisa, donde estableció su cuartel general. Posteriormente intervino en la campaña del Levante, retirándose lentamente por la zona del Maestrazgo hasta alcanzar la línea XYZ en torno al 21 de julio de 1938. La brigada permaneció en el frente del Levante hasta el final de la contienda, sin intervenir en operaciones relevantes.

## Mandos
Comandantes
- Mayor de milicias Victoriano Castán Guillén;
- Mayor de milicias Gerardo Valderías Francés;

Comisarios
- Saturnino Carod Lerín, de la CNT.